# 洪國榮
洪國榮（：／，1748年—1781年），本貫豐山洪氏，字德老，朝鮮王朝判敦寧府事洪樂春之子，正祖的生母惠慶宮洪氏的遠房親戚，英祖47年（1771年）考上文科，担任承文院说书，因經常出入東宮殿，得到當時的世孫李祘的信任，并協助世孫渡過許多困難。1776年，弹劾了当时反对李祘承命代理的老论派僻派重臣郑厚谦，洪麟汉，金龟柱等人，擔任過承政院同副承旨、左承旨、都承旨等官職。
同年，将洪相简，尹养厚等人以谋逆罪，处罚，并建立了宿卫所，以保护正祖。1778年，将自己的妹妹（元嫔洪氏），嫁给了正祖，成为了国舅，並開啟勢道政治，後人稱其為勢道宰相。但元嬪不到一年便病逝，當時的洪國榮以為是孝懿王后杀害了元嬪，故欲弒殺孝懿王后，但被發現，最后洪國榮被放逐江陵，第二年病故。

## 腳註
1. ↑  .   [2019-04-05]. （原始内容存档于2019-08-23）.
2. ↑  .   [2019-04-05]. （原始内容存档于2020-03-29）.